# 1970년 페루 지진
1970년 안카시 지진 또는 페루 대지진(Great Peruvian earthquake)은 1970년 5월 31일 UTC 20시 23분 29분(현지 시각 15시 23분 29분) 태평양 연안의 페루 앞바다에서 발생한 지진이다. 지진으로 발생한 산사태와 결합되어 페루 역사상 가장 큰 자연재해로 기록되었다. 산사태에 포함된 엄청난 양의 눈과 얼음으로 인해 66,794명에서 70,000명에 이르는 사망자가 발생한 것으로 추정되며, 이는 세계에서 가장 치명적인 눈사태 중 하나로 꼽힌다.

## 지진

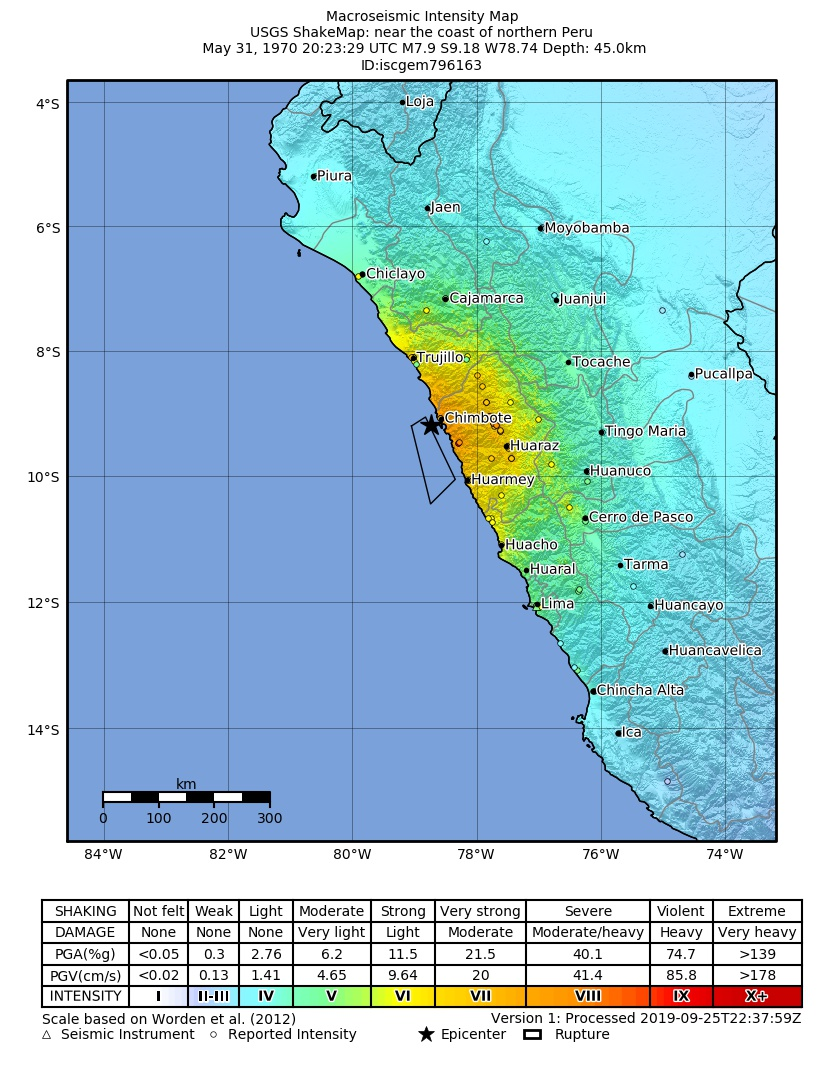
지진의 진도를 나타내는 USGS 진도 지도

해저 지진은 일요일 오후에 발생하여 약 45초 동안 지속되었다. 이 충격은 페루의 앙카시와 라리베르타드 지역에 영향을 미쳤다. 진앙은 나스카판이 남아메리카판 아래로 섭입하는 태평양의 카스마와 침보테 해안에서 35 km 떨어진 곳에 있다. 모멘트 규모 M7.9였으며 최대 메르칼리 진도는 VIII이다. 지진의 발진기구와 진원 깊이는 지진이 섭입하는 판 내의 정단층 운동의 결과임을 보여준다.

### 피해
이 지진은 북중부 해안과 앙카시주 및 남부 라리베르타드주의 시에라(고지대)에서 약 83,000 km2에 달하는 지역에 영향을 미쳤는데, 이는 벨기에와 네덜란드를 합친 것보다 더 넓은 지역이다. 피해 및 사상자 보고는 툼베스에서 피스코, 그리고 동쪽의 이키토스까지 이어졌다. 에콰도르 일부 지역에서도 피해와 패닉 상황이 보고되었다. 서부 및 중부 브라질에서도 진동이 감지되었다.
이는 통신, 상업, 교통 등 지역 기반 시설이 파괴될 정도로 광범위한 지역에 영향을 미친 전반적인 재난이었다. 경제적 손실은 5억 미국 달러를 넘어섰다. 도시, 마을, 촌락 내 여러 주택, 산업 시설, 공공 건물, 학교, 발전 및 배전 시스템, 상하수도 및 통신 시설이 심각하게 손상되거나 파괴되었다.
침보테(앙카시 최대 도시), 카스마, 수페, 우아르메이 등 해안 도시들이 큰 피해를 입었지만, 안데스산맥 계곡인 칼레혼데우아일라스는 가장 심각하고 광범위한 피해를 입었으며, 지역 수도인 우아라스와 카라스, 아이야가 부분적으로 파괴되었다. 페루에서 세 번째로 큰 도시인 트루히요와 우아르메이는 경미한 피해를 입었다.
침보테, 카르와스, 레쿠아이에서는 건물 80%~90%가 파괴되어 약 300만 명에게 영향을 미쳤다.
팬아메리카 고속도로도 손상되어 인도주의적 지원의 도착이 어려웠다. 카뇽 델 파토 수력 발전기는 산타 강에 의해 손상되었고, 침보테와 산타 계곡을 연결하는 철도는 노선의 60%가 사용 불가능하게 되었다.
페루 정부는 융가이 마을이 묻힌 산토도밍고데융가이의 발굴을 금지하고, 그곳을 국립 묘지로 선포했다. 지역 경기장에서 살아남은 어린이는 전 세계로 재정착되었다. 2000년에 이 비극은 정부가 5월 31일을 자연재해 교육 및 성찰의 날로 선포하는 계기가 되었으며, 이 날 많은 학교에서 재난을 기리기 위해 지진 대피 훈련을 실시한다.

### 산사태
우아스카란산 북쪽 벽이 불안정해져 암석, 얼음, 눈 눈사태가 발생하여 융가이와 란라히르카 마을을 덮쳤다. 눈사태는 너비 약 910 m, 길이 1.6 km의 빙하 얼음과 암석 덩어리로 시작되었다. 이 덩어리는 평균 시속 280~335 km의 속도로 융가이 마을까지 약 18 km 전진했다. 이 빠르게 움직이는 덩어리는 빙하 퇴적물을 쓸어 모았고, 융가이에 도달했을 때는 약 8천만 m3의 물, 진흙, 암석, 눈으로 구성된 것으로 추정된다.

## 같이 보기
- 1970년 지진
- 페루의 지진 목록
- 페루-칠레 해구

## 참고 문헌
- Plafker, G.; Ericksen, G.E.; Fernández Concha, J. (1971), “Geological aspects of the May 31, 1970, Perú earthquake” (PDF), 《Bulletin of the Seismological Society of America》 61 (3): 543–578, Bibcode:1971BuSSA..61..543P, doi:10.1785/BSSA0610030543, S2CID 130140366